# Família Gonzaga
Gonzaga é uma família nobre italiana fundada no século XIV e que desempenhou um papel relevante na política da Península Itálica durante grande parte do Renascimento. Seu ramo principal, conhecido como "os Gonzaga de Mântua", governou a cidade de Mântua sucessivamente como Senhores e Marqueses. A partir de 1530, os Gonzaga ascenderam ao título de Duques de Mântua quando a região foi elevada a um Ducado, no sudeste da Lombardia. Frederico II casou-se com Margarida do Monferrato juntando, assim, ao património dos Gonzaga a Marca de Monferrato (situado no Piemonte).
O filho mais novo deste casal, Luís Gonzaga, emigrou para França, onde casou com a rica herdeira dos Ducados de Nevers e de Rethel, dando origem ao conhecido ramo francês da família, os Gonzaga-Nevers. Este ramo veio a herdar os estados italianos quando os Gonzaga de Mântua se extinguiram em 1627.
Os Gonzaga sempre tiveram que enfrentar as pretensões da Casa de Saboia (vizinha do Monferrato), e da Casa de Habsburgo que, na qualidade de soberanos do Sacro Império Romano Germânico, eram suzeranos formais de Mântua e que  tinham anexado o ducado de Milão (vizinho de Mântua). Após o último soberano de Mântua e Monferrato, Fernando Carlos I Gonzaga, o Monferrato foi absorvido pelos Saboia e o ducado de Mântua integrado na Lombardia austríaca.
Com o processo de unificação italiana (segunda metade do século XIX), a Lombardia (incluindo Mântua) foi, por fim, integrada no reino da Itália, governado pela Casa de Saboia.

## Árvores Genealógicas

### Os Ramos da família[2]
Ao longo de séculos, os Gonzaga multiplicaram-se e subdividiram-se em diversos ramos que vieram a governar pequenos principados na Lombardia e no vale do Pó. Apenas o ramo dos Gonzaga-Vescovato não se extinguiu, existindo ainda hoje.
| Luís I (Ludovico ou Luigi) [1268-1360]                                          |                                                                                 |                                                                                 |                                                                                 |                                                                                 |                                                                                 |  |  |                                              |                                              |                                              |                                              |                                              |                                              |  |  |                                                   |                                                   |                                                   |                                                   |                                                   |                                                   |  |  |                                       |                                       |                                       |                                       |                                       |                                       |  |  |                                                      |                                                      |                                                      |                                                      |                                                      |                                                      |  |  |                                             |                                             |                                             |                                             |                                             |                                             |  |  |                                               |                                               |                                               |                                               |                                               |                                               |  |  |                                                      |                                                      |                                                      |                                                      |                                                      |                                                      |  |  |                                            |                                            |                                            |                                            |                                            |                                            |  |  |  |  |  |  |  |  |  |  |  |  |  |  |  |  |  |  |  |  |  |  |
|                                                                                 |                                                                                 |                                                                                 |                                                                                 |                                                                                 |                                                                                 |  |  |                                              |                                              |                                              |                                              |                                              |                                              |  |  |                                                   |                                                   |                                                   |                                                   |                                                   |                                                   |  |  |                                       |                                       |                                       |                                       |                                       |                                       |  |  |                                                      |                                                      |                                                      |                                                      |                                                      |                                                      |  |  |                                             |                                             |                                             |                                             |                                             |                                             |  |  |                                               |                                               |                                               |                                               |                                               |                                               |  |  |                                                      |                                                      |                                                      |                                                      |                                                      |                                                      |  |  |                                            |                                            |                                            |                                            |                                            |                                            |  |  |  |  |  |  |  |  |  |  |  |  |  |  |  |  |  |  |  |  |  |  |
|                                                                                 |                                                                                 |                                                                                 |                                                                                 |                                                                                 |                                                                                 |  |  |                                              |                                              |                                              |                                              |                                              |                                              |  |  |                                                   |                                                   |                                                   |                                                   |                                                   |                                                   |  |  |                                       |                                       |                                       |                                       |                                       |                                       |  |  |                                                      |                                                      |                                                      |                                                      |                                                      |                                                      |  |  |                                             |                                             |                                             |                                             |                                             |                                             |  |  |                                               |                                               |                                               |                                               |                                               |                                               |  |  |                                                      |                                                      |                                                      |                                                      |                                                      |                                                      |  |  |                                            |                                            |                                            |                                            |                                            |                                            |  |  |  |  |  |  |  |  |  |  |  |  |  |  |  |  |  |  |  |  |  |  |
| Guido I [1290-1369]                                                             | Guido I [1290-1369]                                                             | Guido I [1290-1369]                                                             | Guido I [1290-1369]                                                             | Guido I [1290-1369]                                                             | Guido I [1290-1369]                                                             |  |  |                                              |                                              |                                              |                                              |                                              |                                              |  |  |                                                   |                                                   |                                                   |                                                   |                                                   |                                                   |  |  |                                       |                                       |                                       |                                       |                                       |                                       |  |  |                                                      |                                                      |                                                      |                                                      |                                                      |                                                      |  |  |                                             |                                             |                                             |                                             |                                             |                                             |  |  |                                               |                                               |                                               |                                               |                                               |                                               |  |  | Feltrino [ ? -1374]                                  | Feltrino [ ? -1374]                                  | Feltrino [ ? -1374]                                  | Feltrino [ ? -1374]                                  | Feltrino [ ? -1374]                                  | Feltrino [ ? -1374]                                  |  |  | Conrado (Corrado) [1268-1340]              | Conrado (Corrado) [1268-1340]              | Conrado (Corrado) [1268-1340]              | Conrado (Corrado) [1268-1340]              | Conrado (Corrado) [1268-1340]              | Conrado (Corrado) [1268-1340]              |  |  |  |  |  |  |  |  |  |  |  |  |  |  |  |  |  |  |  |  |  |  |
| Guido I [1290-1369]                                                             | Guido I [1290-1369]                                                             | Guido I [1290-1369]                                                             | Guido I [1290-1369]                                                             | Guido I [1290-1369]                                                             | Guido I [1290-1369]                                                             |  |  |                                              |                                              |                                              |                                              |                                              |                                              |  |  |                                                   |                                                   |                                                   |                                                   |                                                   |                                                   |  |  |                                       |                                       |                                       |                                       |                                       |                                       |  |  |                                                      |                                                      |                                                      |                                                      |                                                      |                                                      |  |  |                                             |                                             |                                             |                                             |                                             |                                             |  |  |                                               |                                               |                                               |                                               |                                               |                                               |  |  | Feltrino [ ? -1374]                                  | Feltrino [ ? -1374]                                  | Feltrino [ ? -1374]                                  | Feltrino [ ? -1374]                                  | Feltrino [ ? -1374]                                  | Feltrino [ ? -1374]                                  |  |  | Conrado (Corrado) [1268-1340]              | Conrado (Corrado) [1268-1340]              | Conrado (Corrado) [1268-1340]              | Conrado (Corrado) [1268-1340]              | Conrado (Corrado) [1268-1340]              | Conrado (Corrado) [1268-1340]              |  |  |  |  |  |  |  |  |  |  |  |  |  |  |  |  |  |  |  |  |  |  |
| Luís II (Ludovico) [1334-1382]                                                  |                                                                                 |                                                                                 |                                                                                 |                                                                                 |                                                                                 |  |  |                                              |                                              |                                              |                                              |                                              |                                              |  |  |                                                   |                                                   |                                                   |                                                   |                                                   |                                                   |  |  |                                       |                                       |                                       |                                       |                                       |                                       |  |  |                                                      |                                                      |                                                      |                                                      |                                                      |                                                      |  |  |                                             |                                             |                                             |                                             |                                             |                                             |  |  |                                               |                                               |                                               |                                               |                                               |                                               |  |  |                                                      |                                                      |                                                      |                                                      |                                                      |                                                      |  |  |                                            |                                            |                                            |                                            |                                            |                                            |  |  |  |  |  |  |  |  |  |  |  |  |  |  |  |  |  |  |  |  |  |  |
|                                                                                 |                                                                                 |                                                                                 |                                                                                 |                                                                                 |                                                                                 |  |  |                                              |                                              |                                              |                                              |                                              |                                              |  |  |                                                   |                                                   |                                                   |                                                   |                                                   |                                                   |  |  |                                       |                                       |                                       |                                       |                                       |                                       |  |  |                                                      |                                                      |                                                      |                                                      |                                                      |                                                      |  |  |                                             |                                             |                                             |                                             |                                             |                                             |  |  |                                               |                                               |                                               |                                               |                                               |                                               |  |  |                                                      |                                                      |                                                      |                                                      |                                                      |                                                      |  |  |                                            |                                            |                                            |                                            |                                            |                                            |  |  |  |  |  |  |  |  |  |  |  |  |  |  |  |  |  |  |  |  |  |  |
| Francisco I (Francesco) [1366-1406]                                             |                                                                                 |                                                                                 |                                                                                 |                                                                                 |                                                                                 |  |  |                                              |                                              |                                              |                                              |                                              |                                              |  |  |                                                   |                                                   |                                                   |                                                   |                                                   |                                                   |  |  |                                       |                                       |                                       |                                       |                                       |                                       |  |  |                                                      |                                                      |                                                      |                                                      |                                                      |                                                      |  |  |                                             |                                             |                                             |                                             |                                             |                                             |  |  |                                               |                                               |                                               |                                               |                                               |                                               |  |  |                                                      |                                                      |                                                      |                                                      |                                                      |                                                      |  |  |                                            |                                            |                                            |                                            |                                            |                                            |  |  |  |  |  |  |  |  |  |  |  |  |  |  |  |  |  |  |  |  |  |  |
|                                                                                 |                                                                                 |                                                                                 |                                                                                 |                                                                                 |                                                                                 |  |  |                                              |                                              |                                              |                                              |                                              |                                              |  |  |                                                   |                                                   |                                                   |                                                   |                                                   |                                                   |  |  |                                       |                                       |                                       |                                       |                                       |                                       |  |  |                                                      |                                                      |                                                      |                                                      |                                                      |                                                      |  |  |                                             |                                             |                                             |                                             |                                             |                                             |  |  |                                               |                                               |                                               |                                               |                                               |                                               |  |  |                                                      |                                                      |                                                      |                                                      |                                                      |                                                      |  |  |                                            |                                            |                                            |                                            |                                            |                                            |  |  |  |  |  |  |  |  |  |  |  |  |  |  |  |  |  |  |  |  |  |  |
| João Francisco (Gian Francesco) [1395-1444]                                     |                                                                                 |                                                                                 |                                                                                 |                                                                                 |                                                                                 |  |  |                                              |                                              |                                              |                                              |                                              |                                              |  |  |                                                   |                                                   |                                                   |                                                   |                                                   |                                                   |  |  |                                       |                                       |                                       |                                       |                                       |                                       |  |  |                                                      |                                                      |                                                      |                                                      |                                                      |                                                      |  |  |                                             |                                             |                                             |                                             |                                             |                                             |  |  |                                               |                                               |                                               |                                               |                                               |                                               |  |  |                                                      |                                                      |                                                      |                                                      |                                                      |                                                      |  |  |                                            |                                            |                                            |                                            |                                            |                                            |  |  |  |  |  |  |  |  |  |  |  |  |  |  |  |  |  |  |  |  |  |  |
|                                                                                 |                                                                                 |                                                                                 |                                                                                 |                                                                                 |                                                                                 |  |  |                                              |                                              |                                              |                                              |                                              |                                              |  |  |                                                   |                                                   |                                                   |                                                   |                                                   |                                                   |  |  |                                       |                                       |                                       |                                       |                                       |                                       |  |  |                                                      |                                                      |                                                      |                                                      |                                                      |                                                      |  |  |                                             |                                             |                                             |                                             |                                             |                                             |  |  |                                               |                                               |                                               |                                               |                                               |                                               |  |  |                                                      |                                                      |                                                      |                                                      |                                                      |                                                      |  |  |                                            |                                            |                                            |                                            |                                            |                                            |  |  |  |  |  |  |  |  |  |  |  |  |  |  |  |  |  |  |  |  |  |  |
| Luis III (Ludovico, il moro) [1414-1478]                                        |                                                                                 |                                                                                 |                                                                                 |                                                                                 |                                                                                 |  |  |                                              |                                              |                                              |                                              |                                              |                                              |  |  |                                                   |                                                   |                                                   |                                                   |                                                   |                                                   |  |  |                                       |                                       |                                       |                                       |                                       |                                       |  |  |                                                      |                                                      |                                                      |                                                      |                                                      |                                                      |  |  |                                             |                                             |                                             |                                             |                                             |                                             |  |  |                                               |                                               |                                               |                                               |                                               |                                               |  |  |                                                      |                                                      |                                                      |                                                      |                                                      |                                                      |  |  |                                            |                                            |                                            |                                            |                                            |                                            |  |  |  |  |  |  |  |  |  |  |  |  |  |  |  |  |  |  |  |  |  |  |
|                                                                                 |                                                                                 |                                                                                 |                                                                                 |                                                                                 |                                                                                 |  |  |                                              |                                              |                                              |                                              |                                              |                                              |  |  |                                                   |                                                   |                                                   |                                                   |                                                   |                                                   |  |  |                                       |                                       |                                       |                                       |                                       |                                       |  |  |                                                      |                                                      |                                                      |                                                      |                                                      |                                                      |  |  |                                             |                                             |                                             |                                             |                                             |                                             |  |  |                                               |                                               |                                               |                                               |                                               |                                               |  |  |                                                      |                                                      |                                                      |                                                      |                                                      |                                                      |  |  |                                            |                                            |                                            |                                            |                                            |                                            |  |  |  |  |  |  |  |  |  |  |  |  |  |  |  |  |  |  |  |  |  |  |
|                                                                                 |                                                                                 |                                                                                 |                                                                                 |                                                                                 |                                                                                 |  |  |                                              |                                              |                                              |                                              |                                              |                                              |  |  |                                                   |                                                   |                                                   |                                                   |                                                   |                                                   |  |  |                                       |                                       |                                       |                                       |                                       |                                       |  |  |                                                      |                                                      |                                                      |                                                      |                                                      |                                                      |  |  |                                             |                                             |                                             |                                             |                                             |                                             |  |  |                                               |                                               |                                               |                                               |                                               |                                               |  |  |                                                      |                                                      |                                                      |                                                      |                                                      |                                                      |  |  |                                            |                                            |                                            |                                            |                                            |                                            |  |  |  |  |  |  |  |  |  |  |  |  |  |  |  |  |  |  |  |  |  |  |
| Frederico I (Federico, il Gobbo) [1441-1484]                                    | Frederico I (Federico, il Gobbo) [1441-1484]                                    | Frederico I (Federico, il Gobbo) [1441-1484]                                    | Frederico I (Federico, il Gobbo) [1441-1484]                                    | Frederico I (Federico, il Gobbo) [1441-1484]                                    | Frederico I (Federico, il Gobbo) [1441-1484]                                    |  |  |                                              |                                              |                                              |                                              |                                              |                                              |  |  |                                                   |                                                   |                                                   |                                                   |                                                   |                                                   |  |  |                                       |                                       |                                       |                                       |                                       |                                       |  |  | João Francisco (Gian Francesco) [1443-1496]          | João Francisco (Gian Francesco) [1443-1496]          | João Francisco (Gian Francesco) [1443-1496]          | João Francisco (Gian Francesco) [1443-1496]          | João Francisco (Gian Francesco) [1443-1496]          | João Francisco (Gian Francesco) [1443-1496]          |  |  | Rudolfo [1451-1495]                         | Rudolfo [1451-1495]                         | Rudolfo [1451-1495]                         | Rudolfo [1451-1495]                         | Rudolfo [1451-1495]                         | Rudolfo [1451-1495]                         |  |  |                                               |                                               |                                               |                                               |                                               |                                               |  |  |                                                      |                                                      |                                                      |                                                      |                                                      |                                                      |  |  |                                            |                                            |                                            |                                            |                                            |                                            |  |  |  |  |  |  |  |  |  |  |  |  |  |  |  |  |  |  |  |  |  |  |
| Frederico I (Federico, il Gobbo) [1441-1484]                                    | Frederico I (Federico, il Gobbo) [1441-1484]                                    | Frederico I (Federico, il Gobbo) [1441-1484]                                    | Frederico I (Federico, il Gobbo) [1441-1484]                                    | Frederico I (Federico, il Gobbo) [1441-1484]                                    | Frederico I (Federico, il Gobbo) [1441-1484]                                    |  |  |                                              |                                              |                                              |                                              |                                              |                                              |  |  |                                                   |                                                   |                                                   |                                                   |                                                   |                                                   |  |  |                                       |                                       |                                       |                                       |                                       |                                       |  |  | João Francisco (Gian Francesco) [1443-1496]          | João Francisco (Gian Francesco) [1443-1496]          | João Francisco (Gian Francesco) [1443-1496]          | João Francisco (Gian Francesco) [1443-1496]          | João Francisco (Gian Francesco) [1443-1496]          | João Francisco (Gian Francesco) [1443-1496]          |  |  | Rudolfo [1451-1495]                         | Rudolfo [1451-1495]                         | Rudolfo [1451-1495]                         | Rudolfo [1451-1495]                         | Rudolfo [1451-1495]                         | Rudolfo [1451-1495]                         |  |  |                                               |                                               |                                               |                                               |                                               |                                               |  |  |                                                      |                                                      |                                                      |                                                      |                                                      |                                                      |  |  |                                            |                                            |                                            |                                            |                                            |                                            |  |  |  |  |  |  |  |  |  |  |  |  |  |  |  |  |  |  |  |  |  |  |
|                                                                                 |                                                                                 |                                                                                 |                                                                                 |                                                                                 |                                                                                 |  |  |                                              |                                              |                                              |                                              |                                              |                                              |  |  |                                                   |                                                   |                                                   |                                                   |                                                   |                                                   |  |  |                                       |                                       |                                       |                                       |                                       |                                       |  |  |                                                      |                                                      |                                                      |                                                      |                                                      |                                                      |  |  |                                             |                                             |                                             |                                             |                                             |                                             |  |  |                                               |                                               |                                               |                                               |                                               |                                               |  |  |                                                      |                                                      |                                                      |                                                      |                                                      |                                                      |  |  |                                            |                                            |                                            |                                            |                                            |                                            |  |  |  |  |  |  |  |  |  |  |  |  |  |  |  |  |  |  |  |  |  |  |
| Francisco II (Francesco) [1466-1519] descendência em detalhe na árvore seguinte | Francisco II (Francesco) [1466-1519] descendência em detalhe na árvore seguinte | Francisco II (Francesco) [1466-1519] descendência em detalhe na árvore seguinte | Francisco II (Francesco) [1466-1519] descendência em detalhe na árvore seguinte | Francisco II (Francesco) [1466-1519] descendência em detalhe na árvore seguinte | Francisco II (Francesco) [1466-1519] descendência em detalhe na árvore seguinte |  |  |                                              |                                              |                                              |                                              |                                              |                                              |  |  |                                                   |                                                   |                                                   |                                                   |                                                   |                                                   |  |  | João (Giovanni) [1474-1525]           | João (Giovanni) [1474-1525]           | João (Giovanni) [1474-1525]           | João (Giovanni) [1474-1525]           | João (Giovanni) [1474-1525]           | João (Giovanni) [1474-1525]           |  |  |                                                      |                                                      |                                                      |                                                      |                                                      |                                                      |  |  | João Francisco (Gian Francesco) [1488-1525] | João Francisco (Gian Francesco) [1488-1525] | João Francisco (Gian Francesco) [1488-1525] | João Francisco (Gian Francesco) [1488-1525] | João Francisco (Gian Francesco) [1488-1525] | João Francisco (Gian Francesco) [1488-1525] |  |  | Luís Alexandre (Luigi Alessandro) [1494-1549] | Luís Alexandre (Luigi Alessandro) [1494-1549] | Luís Alexandre (Luigi Alessandro) [1494-1549] | Luís Alexandre (Luigi Alessandro) [1494-1549] | Luís Alexandre (Luigi Alessandro) [1494-1549] | Luís Alexandre (Luigi Alessandro) [1494-1549] |  |  |                                                      |                                                      |                                                      |                                                      |                                                      |                                                      |  |  |                                            |                                            |                                            |                                            |                                            |                                            |  |  |  |  |  |  |  |  |  |  |  |  |  |  |  |  |  |  |  |  |  |  |
| Francisco II (Francesco) [1466-1519] descendência em detalhe na árvore seguinte | Francisco II (Francesco) [1466-1519] descendência em detalhe na árvore seguinte | Francisco II (Francesco) [1466-1519] descendência em detalhe na árvore seguinte | Francisco II (Francesco) [1466-1519] descendência em detalhe na árvore seguinte | Francisco II (Francesco) [1466-1519] descendência em detalhe na árvore seguinte | Francisco II (Francesco) [1466-1519] descendência em detalhe na árvore seguinte |  |  |                                              |                                              |                                              |                                              |                                              |                                              |  |  |                                                   |                                                   |                                                   |                                                   |                                                   |                                                   |  |  | João (Giovanni) [1474-1525]           | João (Giovanni) [1474-1525]           | João (Giovanni) [1474-1525]           | João (Giovanni) [1474-1525]           | João (Giovanni) [1474-1525]           | João (Giovanni) [1474-1525]           |  |  |                                                      |                                                      |                                                      |                                                      |                                                      |                                                      |  |  | João Francisco (Gian Francesco) [1488-1525] | João Francisco (Gian Francesco) [1488-1525] | João Francisco (Gian Francesco) [1488-1525] | João Francisco (Gian Francesco) [1488-1525] | João Francisco (Gian Francesco) [1488-1525] | João Francisco (Gian Francesco) [1488-1525] |  |  | Luís Alexandre (Luigi Alessandro) [1494-1549] | Luís Alexandre (Luigi Alessandro) [1494-1549] | Luís Alexandre (Luigi Alessandro) [1494-1549] | Luís Alexandre (Luigi Alessandro) [1494-1549] | Luís Alexandre (Luigi Alessandro) [1494-1549] | Luís Alexandre (Luigi Alessandro) [1494-1549] |  |  |                                                      |                                                      |                                                      |                                                      |                                                      |                                                      |  |  |                                            |                                            |                                            |                                            |                                            |                                            |  |  |  |  |  |  |  |  |  |  |  |  |  |  |  |  |  |  |  |  |  |  |
|                                                                                 |                                                                                 |                                                                                 |                                                                                 |                                                                                 |                                                                                 |  |  |                                              |                                              |                                              |                                              |                                              |                                              |  |  |                                                   |                                                   |                                                   |                                                   |                                                   |                                                   |  |  |                                       |                                       |                                       |                                       |                                       |                                       |  |  |                                                      |                                                      |                                                      |                                                      |                                                      |                                                      |  |  |                                             |                                             |                                             |                                             |                                             |                                             |  |  |                                               |                                               |                                               |                                               |                                               |                                               |  |  |                                                      |                                                      |                                                      |                                                      |                                                      |                                                      |  |  |                                            |                                            |                                            |                                            |                                            |                                            |  |  |  |  |  |  |  |  |  |  |  |  |  |  |  |  |  |  |  |  |  |  |
| Frederico II (Federico) [1500-1566]                                             | Frederico II (Federico) [1500-1566]                                             | Frederico II (Federico) [1500-1566]                                             | Frederico II (Federico) [1500-1566]                                             | Frederico II (Federico) [1500-1566]                                             | Frederico II (Federico) [1500-1566]                                             |  |  |                                              |                                              |                                              |                                              |                                              |                                              |  |  | Fernando I (Ferrante) [1507-1557] C. de Guastalla | Fernando I (Ferrante) [1507-1557] C. de Guastalla | Fernando I (Ferrante) [1507-1557] C. de Guastalla | Fernando I (Ferrante) [1507-1557] C. de Guastalla | Fernando I (Ferrante) [1507-1557] C. de Guastalla | Fernando I (Ferrante) [1507-1557] C. de Guastalla |  |  |                                       |                                       |                                       |                                       |                                       |                                       |  |  |                                                      |                                                      |                                                      |                                                      |                                                      |                                                      |  |  |                                             |                                             |                                             |                                             |                                             |                                             |  |  |                                               |                                               |                                               |                                               |                                               |                                               |  |  |                                                      |                                                      |                                                      |                                                      |                                                      |                                                      |  |  |                                            |                                            |                                            |                                            |                                            |                                            |  |  |  |  |  |  |  |  |  |  |  |  |  |  |  |  |  |  |  |  |  |  |
| Frederico II (Federico) [1500-1566]                                             | Frederico II (Federico) [1500-1566]                                             | Frederico II (Federico) [1500-1566]                                             | Frederico II (Federico) [1500-1566]                                             | Frederico II (Federico) [1500-1566]                                             | Frederico II (Federico) [1500-1566]                                             |  |  |                                              |                                              |                                              |                                              |                                              |                                              |  |  | Fernando I (Ferrante) [1507-1557] C. de Guastalla | Fernando I (Ferrante) [1507-1557] C. de Guastalla | Fernando I (Ferrante) [1507-1557] C. de Guastalla | Fernando I (Ferrante) [1507-1557] C. de Guastalla | Fernando I (Ferrante) [1507-1557] C. de Guastalla | Fernando I (Ferrante) [1507-1557] C. de Guastalla |  |  |                                       |                                       |                                       |                                       |                                       |                                       |  |  |                                                      |                                                      |                                                      |                                                      |                                                      |                                                      |  |  |                                             |                                             |                                             |                                             |                                             |                                             |  |  |                                               |                                               |                                               |                                               |                                               |                                               |  |  |                                                      |                                                      |                                                      |                                                      |                                                      |                                                      |  |  |                                            |                                            |                                            |                                            |                                            |                                            |  |  |  |  |  |  |  |  |  |  |  |  |  |  |  |  |  |  |  |  |  |  |
|                                                                                 |                                                                                 |                                                                                 |                                                                                 |                                                                                 |                                                                                 |  |  |                                              |                                              |                                              |                                              |                                              |                                              |  |  |                                                   |                                                   |                                                   |                                                   |                                                   |                                                   |  |  |                                       |                                       |                                       |                                       |                                       |                                       |  |  |                                                      |                                                      |                                                      |                                                      |                                                      |                                                      |  |  |                                             |                                             |                                             |                                             |                                             |                                             |  |  |                                               |                                               |                                               |                                               |                                               |                                               |  |  |                                                      |                                                      |                                                      |                                                      |                                                      |                                                      |  |  |                                            |                                            |                                            |                                            |                                            |                                            |  |  |  |  |  |  |  |  |  |  |  |  |  |  |  |  |  |  |  |  |  |  |
| Guilherme I / X (Guglielmo) [1538-1587]                                         | Guilherme I / X (Guglielmo) [1538-1587]                                         | Guilherme I / X (Guglielmo) [1538-1587]                                         | Guilherme I / X (Guglielmo) [1538-1587]                                         | Guilherme I / X (Guglielmo) [1538-1587]                                         | Guilherme I / X (Guglielmo) [1538-1587]                                         |  |  | Luís (Luigi, Louis) [1539-1595) D. de Nevers | Luís (Luigi, Louis) [1539-1595) D. de Nevers | Luís (Luigi, Louis) [1539-1595) D. de Nevers | Luís (Luigi, Louis) [1539-1595) D. de Nevers | Luís (Luigi, Louis) [1539-1595) D. de Nevers | Luís (Luigi, Louis) [1539-1595) D. de Nevers |  |  |                                                   |                                                   |                                                   |                                                   |                                                   |                                                   |  |  |                                       |                                       |                                       |                                       |                                       |                                       |  |  |                                                      |                                                      |                                                      |                                                      |                                                      |                                                      |  |  |                                             |                                             |                                             |                                             |                                             |                                             |  |  |                                               |                                               |                                               |                                               |                                               |                                               |  |  |                                                      |                                                      |                                                      |                                                      |                                                      |                                                      |  |  |                                            |                                            |                                            |                                            |                                            |                                            |  |  |  |  |  |  |  |  |  |  |  |  |  |  |  |  |  |  |  |  |  |  |
| Guilherme I / X (Guglielmo) [1538-1587]                                         | Guilherme I / X (Guglielmo) [1538-1587]                                         | Guilherme I / X (Guglielmo) [1538-1587]                                         | Guilherme I / X (Guglielmo) [1538-1587]                                         | Guilherme I / X (Guglielmo) [1538-1587]                                         | Guilherme I / X (Guglielmo) [1538-1587]                                         |  |  | Luís (Luigi, Louis) [1539-1595) D. de Nevers | Luís (Luigi, Louis) [1539-1595) D. de Nevers | Luís (Luigi, Louis) [1539-1595) D. de Nevers | Luís (Luigi, Louis) [1539-1595) D. de Nevers | Luís (Luigi, Louis) [1539-1595) D. de Nevers | Luís (Luigi, Louis) [1539-1595) D. de Nevers |  |  |                                                   |                                                   |                                                   |                                                   |                                                   |                                                   |  |  |                                       |                                       |                                       |                                       |                                       |                                       |  |  |                                                      |                                                      |                                                      |                                                      |                                                      |                                                      |  |  |                                             |                                             |                                             |                                             |                                             |                                             |  |  |                                               |                                               |                                               |                                               |                                               |                                               |  |  |                                                      |                                                      |                                                      |                                                      |                                                      |                                                      |  |  |                                            |                                            |                                            |                                            |                                            |                                            |  |  |  |  |  |  |  |  |  |  |  |  |  |  |  |  |  |  |  |  |  |  |
| Gonzagas linha principal extinto em 1628                                        | Gonzagas linha principal extinto em 1628                                        | Gonzagas linha principal extinto em 1628                                        | Gonzagas linha principal extinto em 1628                                        | Gonzagas linha principal extinto em 1628                                        | Gonzagas linha principal extinto em 1628                                        |  |  | ramo dos Gonzaga Nevers extinto em 1709      | ramo dos Gonzaga Nevers extinto em 1709      | ramo dos Gonzaga Nevers extinto em 1709      | ramo dos Gonzaga Nevers extinto em 1709      | ramo dos Gonzaga Nevers extinto em 1709      | ramo dos Gonzaga Nevers extinto em 1709      |  |  | ramo dos Gonzaga Guastalla extinto em 1746        | ramo dos Gonzaga Guastalla extinto em 1746        | ramo dos Gonzaga Guastalla extinto em 1746        | ramo dos Gonzaga Guastalla extinto em 1746        | ramo dos Gonzaga Guastalla extinto em 1746        | ramo dos Gonzaga Guastalla extinto em 1746        |  |  | ramo dos Gonzaga Vescovato ainda viva | ramo dos Gonzaga Vescovato ainda viva | ramo dos Gonzaga Vescovato ainda viva | ramo dos Gonzaga Vescovato ainda viva | ramo dos Gonzaga Vescovato ainda viva | ramo dos Gonzaga Vescovato ainda viva |  |  | ramo dos Gonzaga Sabioneta- -Bozzolo extinto em 1703 | ramo dos Gonzaga Sabioneta- -Bozzolo extinto em 1703 | ramo dos Gonzaga Sabioneta- -Bozzolo extinto em 1703 | ramo dos Gonzaga Sabioneta- -Bozzolo extinto em 1703 | ramo dos Gonzaga Sabioneta- -Bozzolo extinto em 1703 | ramo dos Gonzaga Sabioneta- -Bozzolo extinto em 1703 |  |  | ramo dos Gonzaga Luzzara extinto em 1794    | ramo dos Gonzaga Luzzara extinto em 1794    | ramo dos Gonzaga Luzzara extinto em 1794    | ramo dos Gonzaga Luzzara extinto em 1794    | ramo dos Gonzaga Luzzara extinto em 1794    | ramo dos Gonzaga Luzzara extinto em 1794    |  |  | ramo dos Gonzaga Castiglione extinto em 1819  | ramo dos Gonzaga Castiglione extinto em 1819  | ramo dos Gonzaga Castiglione extinto em 1819  | ramo dos Gonzaga Castiglione extinto em 1819  | ramo dos Gonzaga Castiglione extinto em 1819  | ramo dos Gonzaga Castiglione extinto em 1819  |  |  | ramo dos Gonzaga Novellara e Bagnolo extinto em 1728 | ramo dos Gonzaga Novellara e Bagnolo extinto em 1728 | ramo dos Gonzaga Novellara e Bagnolo extinto em 1728 | ramo dos Gonzaga Novellara e Bagnolo extinto em 1728 | ramo dos Gonzaga Novellara e Bagnolo extinto em 1728 | ramo dos Gonzaga Novellara e Bagnolo extinto em 1728 |  |  | ramo dos Gonzaga Palazzolo extinto em 1730 | ramo dos Gonzaga Palazzolo extinto em 1730 | ramo dos Gonzaga Palazzolo extinto em 1730 | ramo dos Gonzaga Palazzolo extinto em 1730 | ramo dos Gonzaga Palazzolo extinto em 1730 | ramo dos Gonzaga Palazzolo extinto em 1730 |  |  |  |  |  |  |  |  |  |  |  |  |  |  |  |  |  |  |  |  |  |  |

### Os Duques de Mântua e de Monferrato[2]
Nesta árvore estão indicados os duques de Mântua e de Monferrato, bem como os ramos cadetes dos Gonzaga-Nevers (a azul) e dos Gonzaga-Guastalla (a rosa).
|                                                                                       |                                                                                       |                                                                                       |                                                                                       |                                                                                       |                                                                                       |  |  | | | | | | |  |  | Francisco II (Francesco) [1466-1519] Marquês de Mântua 1484                         |                                                                                     |                                                                                     |                                                                                     |                                                                                     |                                                                                     |  |  |                                                                                       |                                                                                       |                                                                                       |                                                                                       |                                                                                       |                                                                                       |  |  |                                                                                          |                                                                                          |                                                                                          |                                                                                          |                                                                                          |                                                                                          |  |  |                                                                 |                                                                 |                                                                 |                                                                 |                                                                 |                                                                 |  |  |  |  |  |  |  |  |  |  |  |  |  |  |  |  |  |  |  |  |  |  |  |  |  |  |  |  |  |  |  |  |
|                                                                                       |                                                                                       |                                                                                       |                                                                                       |                                                                                       |                                                                                       |  |  | | | | | | |  |  |                                                                                     |                                                                                     |                                                                                     |                                                                                     |                                                                                     |                                                                                     |  |  |                                                                                       |                                                                                       |                                                                                       |                                                                                       |                                                                                       |                                                                                       |  |  |                                                                                          |                                                                                          |                                                                                          |                                                                                          |                                                                                          |                                                                                          |  |  |                                                                 |                                                                 |                                                                 |                                                                 |                                                                 |                                                                 |  |  |  |  |  |  |  |  |  |  |  |  |  |  |  |  |  |  |  |  |  |  |  |  |  |  |  |  |  |  |  |  |
|                                                                                       |                                                                                       |                                                                                       |                                                                                       |                                                                                       |                                                                                       |  |  | | | | | | |  |  |                                                                                     |                                                                                     |                                                                                     |                                                                                     |                                                                                     |                                                                                     |  |  |                                                                                       |                                                                                       |                                                                                       |                                                                                       |                                                                                       |                                                                                       |  |  |                                                                                          |                                                                                          |                                                                                          |                                                                                          |                                                                                          |                                                                                          |  |  |                                                                 |                                                                 |                                                                 |                                                                 |                                                                 |                                                                 |  |  |  |  |  |  |  |  |  |  |  |  |  |  |  |  |  |  |  |  |  |  |  |  |  |  |  |  |  |  |  |  |
| Margarida (Margherita) [1510-1566] Marquesa de Monferrato                             | Margarida (Margherita) [1510-1566] Marquesa de Monferrato                             | Margarida (Margherita) [1510-1566] Marquesa de Monferrato                             | Margarida (Margherita) [1510-1566] Marquesa de Monferrato                             | Margarida (Margherita) [1510-1566] Marquesa de Monferrato                             | Margarida (Margherita) [1510-1566] Marquesa de Monferrato                             |  |  | Frederico II (Federico) [1500-1540] Marquês 1519 e 1º Duque de Mântua 1530                              | Frederico II (Federico) [1500-1540] Marquês 1519 e 1º Duque de Mântua 1530                              | Frederico II (Federico) [1500-1540] Marquês 1519 e 1º Duque de Mântua 1530                              | Frederico II (Federico) [1500-1540] Marquês 1519 e 1º Duque de Mântua 1530                              | Frederico II (Federico) [1500-1540] Marquês 1519 e 1º Duque de Mântua 1530                              | Frederico II (Federico) [1500-1540] Marquês 1519 e 1º Duque de Mântua 1530                              |  |  |                                                                                     |                                                                                     |                                                                                     |                                                                                     |                                                                                     |                                                                                     |  |  | Hércules (Ercole) [1505-1563] Bispo 1521, Cardeal 1527                                | Hércules (Ercole) [1505-1563] Bispo 1521, Cardeal 1527                                | Hércules (Ercole) [1505-1563] Bispo 1521, Cardeal 1527                                | Hércules (Ercole) [1505-1563] Bispo 1521, Cardeal 1527                                | Hércules (Ercole) [1505-1563] Bispo 1521, Cardeal 1527                                | Hércules (Ercole) [1505-1563] Bispo 1521, Cardeal 1527                                |  |  | Ferrante I (Ferrante/Ferdinando) [1507-1557] Vice-rei da Sicília Conde de Guastalla 1539 | Ferrante I (Ferrante/Ferdinando) [1507-1557] Vice-rei da Sicília Conde de Guastalla 1539 | Ferrante I (Ferrante/Ferdinando) [1507-1557] Vice-rei da Sicília Conde de Guastalla 1539 | Ferrante I (Ferrante/Ferdinando) [1507-1557] Vice-rei da Sicília Conde de Guastalla 1539 | Ferrante I (Ferrante/Ferdinando) [1507-1557] Vice-rei da Sicília Conde de Guastalla 1539 | Ferrante I (Ferrante/Ferdinando) [1507-1557] Vice-rei da Sicília Conde de Guastalla 1539 |  |  |                                                                 |                                                                 |                                                                 |                                                                 |                                                                 |                                                                 |  |  |  |  |  |  |  |  |  |  |  |  |  |  |  |  |  |  |  |  |  |  |  |  |  |  |  |  |  |  |  |  |
| Margarida (Margherita) [1510-1566] Marquesa de Monferrato                             | Margarida (Margherita) [1510-1566] Marquesa de Monferrato                             | Margarida (Margherita) [1510-1566] Marquesa de Monferrato                             | Margarida (Margherita) [1510-1566] Marquesa de Monferrato                             | Margarida (Margherita) [1510-1566] Marquesa de Monferrato                             | Margarida (Margherita) [1510-1566] Marquesa de Monferrato                             |  |  | Frederico II (Federico) [1500-1540] Marquês 1519 e 1º Duque de Mântua 1530                              | Frederico II (Federico) [1500-1540] Marquês 1519 e 1º Duque de Mântua 1530                              | Frederico II (Federico) [1500-1540] Marquês 1519 e 1º Duque de Mântua 1530                              | Frederico II (Federico) [1500-1540] Marquês 1519 e 1º Duque de Mântua 1530                              | Frederico II (Federico) [1500-1540] Marquês 1519 e 1º Duque de Mântua 1530                              | Frederico II (Federico) [1500-1540] Marquês 1519 e 1º Duque de Mântua 1530                              |  |  |                                                                                     |                                                                                     |                                                                                     |                                                                                     |                                                                                     |                                                                                     |  |  | Hércules (Ercole) [1505-1563] Bispo 1521, Cardeal 1527                                | Hércules (Ercole) [1505-1563] Bispo 1521, Cardeal 1527                                | Hércules (Ercole) [1505-1563] Bispo 1521, Cardeal 1527                                | Hércules (Ercole) [1505-1563] Bispo 1521, Cardeal 1527                                | Hércules (Ercole) [1505-1563] Bispo 1521, Cardeal 1527                                | Hércules (Ercole) [1505-1563] Bispo 1521, Cardeal 1527                                |  |  | Ferrante I (Ferrante/Ferdinando) [1507-1557] Vice-rei da Sicília Conde de Guastalla 1539 | Ferrante I (Ferrante/Ferdinando) [1507-1557] Vice-rei da Sicília Conde de Guastalla 1539 | Ferrante I (Ferrante/Ferdinando) [1507-1557] Vice-rei da Sicília Conde de Guastalla 1539 | Ferrante I (Ferrante/Ferdinando) [1507-1557] Vice-rei da Sicília Conde de Guastalla 1539 | Ferrante I (Ferrante/Ferdinando) [1507-1557] Vice-rei da Sicília Conde de Guastalla 1539 | Ferrante I (Ferrante/Ferdinando) [1507-1557] Vice-rei da Sicília Conde de Guastalla 1539 |  |  |                                                                 |                                                                 |                                                                 |                                                                 |                                                                 |                                                                 |  |  |  |  |  |  |  |  |  |  |  |  |  |  |  |  |  |  |  |  |  |  |  |  |  |  |  |  |  |  |  |  |
|                                                                                       |                                                                                       |                                                                                       |                                                                                       |                                                                                       |                                                                                       |  |  | | | | | | |  |  |                                                                                     |                                                                                     |                                                                                     |                                                                                     |                                                                                     |                                                                                     |  |  |                                                                                       |                                                                                       |                                                                                       |                                                                                       |                                                                                       |                                                                                       |  |  |                                                                                          |                                                                                          |                                                                                          |                                                                                          |                                                                                          |                                                                                          |  |  |                                                                 |                                                                 |                                                                 |                                                                 |                                                                 |                                                                 |  |  |  |  |  |  |  |  |  |  |  |  |  |  |  |  |  |  |  |  |  |  |  |  |  |  |  |  |  |  |  |  |
|                                                                                       |                                                                                       |                                                                                       |                                                                                       |                                                                                       |                                                                                       |  |  | | | | | | |  |  |                                                                                     |                                                                                     |                                                                                     |                                                                                     |                                                                                     |                                                                                     |  |  |                                                                                       |                                                                                       |                                                                                       |                                                                                       |                                                                                       |                                                                                       |  |  |                                                                                          |                                                                                          |                                                                                          |                                                                                          |                                                                                          |                                                                                          |  |  |                                                                 |                                                                 |                                                                 |                                                                 |                                                                 |                                                                 |  |  |  |  |  |  |  |  |  |  |  |  |  |  |  |  |  |  |  |  |  |  |  |  |  |  |  |  |  |  |  |  |
| Francisco III (Francesco) [1533-1550] Duque de Mântua 1540 Marquês de Monferrato 1540 | Francisco III (Francesco) [1533-1550] Duque de Mântua 1540 Marquês de Monferrato 1540 | Francisco III (Francesco) [1533-1550] Duque de Mântua 1540 Marquês de Monferrato 1540 | Francisco III (Francesco) [1533-1550] Duque de Mântua 1540 Marquês de Monferrato 1540 | Francisco III (Francesco) [1533-1550] Duque de Mântua 1540 Marquês de Monferrato 1540 | Francisco III (Francesco) [1533-1550] Duque de Mântua 1540 Marquês de Monferrato 1540 |  |  | Guilherme I (X) (Guglielmo) [1538-1587] Duque de Mântua 1550 Marquês 1550 e 1º Duque de Monferrato 1574 | Guilherme I (X) (Guglielmo) [1538-1587] Duque de Mântua 1550 Marquês 1550 e 1º Duque de Monferrato 1574 | Guilherme I (X) (Guglielmo) [1538-1587] Duque de Mântua 1550 Marquês 1550 e 1º Duque de Monferrato 1574 | Guilherme I (X) (Guglielmo) [1538-1587] Duque de Mântua 1550 Marquês 1550 e 1º Duque de Monferrato 1574 | Guilherme I (X) (Guglielmo) [1538-1587] Duque de Mântua 1550 Marquês 1550 e 1º Duque de Monferrato 1574 | Guilherme I (X) (Guglielmo) [1538-1587] Duque de Mântua 1550 Marquês 1550 e 1º Duque de Monferrato 1574 |  |  |                                                                                     |                                                                                     |                                                                                     |                                                                                     |                                                                                     |                                                                                     |  |  | Luís (Luigi/Louis) [1539-1595] Duque de Nevers 1581                                   | Luís (Luigi/Louis) [1539-1595] Duque de Nevers 1581                                   | Luís (Luigi/Louis) [1539-1595] Duque de Nevers 1581                                   | Luís (Luigi/Louis) [1539-1595] Duque de Nevers 1581                                   | Luís (Luigi/Louis) [1539-1595] Duque de Nevers 1581                                   | Luís (Luigi/Louis) [1539-1595] Duque de Nevers 1581                                   |  |  | César I (Cesare) [1530-1575] Conde de Guastalla 1557                                     | César I (Cesare) [1530-1575] Conde de Guastalla 1557                                     | César I (Cesare) [1530-1575] Conde de Guastalla 1557                                     | César I (Cesare) [1530-1575] Conde de Guastalla 1557                                     | César I (Cesare) [1530-1575] Conde de Guastalla 1557                                     | César I (Cesare) [1530-1575] Conde de Guastalla 1557                                     |  |  |                                                                 |                                                                 |                                                                 |                                                                 |                                                                 |                                                                 |  |  |  |  |  |  |  |  |  |  |  |  |  |  |  |  |  |  |  |  |  |  |  |  |  |  |  |  |  |  |  |  |
| Francisco III (Francesco) [1533-1550] Duque de Mântua 1540 Marquês de Monferrato 1540 | Francisco III (Francesco) [1533-1550] Duque de Mântua 1540 Marquês de Monferrato 1540 | Francisco III (Francesco) [1533-1550] Duque de Mântua 1540 Marquês de Monferrato 1540 | Francisco III (Francesco) [1533-1550] Duque de Mântua 1540 Marquês de Monferrato 1540 | Francisco III (Francesco) [1533-1550] Duque de Mântua 1540 Marquês de Monferrato 1540 | Francisco III (Francesco) [1533-1550] Duque de Mântua 1540 Marquês de Monferrato 1540 |  |  | Guilherme I (X) (Guglielmo) [1538-1587] Duque de Mântua 1550 Marquês 1550 e 1º Duque de Monferrato 1574 | Guilherme I (X) (Guglielmo) [1538-1587] Duque de Mântua 1550 Marquês 1550 e 1º Duque de Monferrato 1574 | Guilherme I (X) (Guglielmo) [1538-1587] Duque de Mântua 1550 Marquês 1550 e 1º Duque de Monferrato 1574 | Guilherme I (X) (Guglielmo) [1538-1587] Duque de Mântua 1550 Marquês 1550 e 1º Duque de Monferrato 1574 | Guilherme I (X) (Guglielmo) [1538-1587] Duque de Mântua 1550 Marquês 1550 e 1º Duque de Monferrato 1574 | Guilherme I (X) (Guglielmo) [1538-1587] Duque de Mântua 1550 Marquês 1550 e 1º Duque de Monferrato 1574 |  |  |                                                                                     |                                                                                     |                                                                                     |                                                                                     |                                                                                     |                                                                                     |  |  | Luís (Luigi/Louis) [1539-1595] Duque de Nevers 1581                                   | Luís (Luigi/Louis) [1539-1595] Duque de Nevers 1581                                   | Luís (Luigi/Louis) [1539-1595] Duque de Nevers 1581                                   | Luís (Luigi/Louis) [1539-1595] Duque de Nevers 1581                                   | Luís (Luigi/Louis) [1539-1595] Duque de Nevers 1581                                   | Luís (Luigi/Louis) [1539-1595] Duque de Nevers 1581                                   |  |  | César I (Cesare) [1530-1575] Conde de Guastalla 1557                                     | César I (Cesare) [1530-1575] Conde de Guastalla 1557                                     | César I (Cesare) [1530-1575] Conde de Guastalla 1557                                     | César I (Cesare) [1530-1575] Conde de Guastalla 1557                                     | César I (Cesare) [1530-1575] Conde de Guastalla 1557                                     | César I (Cesare) [1530-1575] Conde de Guastalla 1557                                     |  |  |                                                                 |                                                                 |                                                                 |                                                                 |                                                                 |                                                                 |  |  |  |  |  |  |  |  |  |  |  |  |  |  |  |  |  |  |  |  |  |  |  |  |  |  |  |  |  |  |  |  |
|                                                                                       |                                                                                       |                                                                                       |                                                                                       |                                                                                       |                                                                                       |  |  | Vicente I (Vincenzo) [1562-1612] Duque de M.& M. 1587                                                   | | | | | |  |  |                                                                                     |                                                                                     |                                                                                     |                                                                                     |                                                                                     |                                                                                     |  |  |                                                                                       |                                                                                       |                                                                                       |                                                                                       |                                                                                       |                                                                                       |  |  |                                                                                          |                                                                                          |                                                                                          |                                                                                          |                                                                                          |                                                                                          |  |  |                                                                 |                                                                 |                                                                 |                                                                 |                                                                 |                                                                 |  |  |  |  |  |  |  |  |  |  |  |  |  |  |  |  |  |  |  |  |  |  |  |  |  |  |  |  |  |  |  |  |
|                                                                                       |                                                                                       |                                                                                       |                                                                                       |                                                                                       |                                                                                       |  |  | | | | | | |  |  |                                                                                     |                                                                                     |                                                                                     |                                                                                     |                                                                                     |                                                                                     |  |  |                                                                                       |                                                                                       |                                                                                       |                                                                                       |                                                                                       |                                                                                       |  |  |                                                                                          |                                                                                          |                                                                                          |                                                                                          |                                                                                          |                                                                                          |  |  |                                                                 |                                                                 |                                                                 |                                                                 |                                                                 |                                                                 |  |  |  |  |  |  |  |  |  |  |  |  |  |  |  |  |  |  |  |  |  |  |  |  |  |  |  |  |  |  |  |  |
|                                                                                       |                                                                                       |                                                                                       |                                                                                       |                                                                                       |                                                                                       |  |  | | | | | | |  |  |                                                                                     |                                                                                     |                                                                                     |                                                                                     |                                                                                     |                                                                                     |  |  |                                                                                       |                                                                                       |                                                                                       |                                                                                       |                                                                                       |                                                                                       |  |  |                                                                                          |                                                                                          |                                                                                          |                                                                                          |                                                                                          |                                                                                          |  |  |                                                                 |                                                                 |                                                                 |                                                                 |                                                                 |                                                                 |  |  |  |  |  |  |  |  |  |  |  |  |  |  |  |  |  |  |  |  |  |  |  |  |  |  |  |  |  |  |  |  |
| Francisco IV (Francesco) [1586-1612] Duque de M.& M. 1612                             | Francisco IV (Francesco) [1586-1612] Duque de M.& M. 1612                             | Francisco IV (Francesco) [1586-1612] Duque de M.& M. 1612                             | Francisco IV (Francesco) [1586-1612] Duque de M.& M. 1612                             | Francisco IV (Francesco) [1586-1612] Duque de M.& M. 1612                             | Francisco IV (Francesco) [1586-1612] Duque de M.& M. 1612                             |  |  | Fernando I (Ferdinando) [1587-1626} Duque de M.& M. 1612                                                | Fernando I (Ferdinando) [1587-1626} Duque de M.& M. 1612                                                | Fernando I (Ferdinando) [1587-1626} Duque de M.& M. 1612                                                | Fernando I (Ferdinando) [1587-1626} Duque de M.& M. 1612                                                | Fernando I (Ferdinando) [1587-1626} Duque de M.& M. 1612                                                | Fernando I (Ferdinando) [1587-1626} Duque de M.& M. 1612                                                |  |  | Vicente II (Vincenzo) [1594-1627] Duque de M.& M. 1626                              | Vicente II (Vincenzo) [1594-1627] Duque de M.& M. 1626                              | Vicente II (Vincenzo) [1594-1627] Duque de M.& M. 1626                              | Vicente II (Vincenzo) [1594-1627] Duque de M.& M. 1626                              | Vicente II (Vincenzo) [1594-1627] Duque de M.& M. 1626                              | Vicente II (Vincenzo) [1594-1627] Duque de M.& M. 1626                              |  |  | Carlos I (Charles/Carlo) [1580-1637] Duque de Nevers 1595 Duque de M.& M. 1627        | Carlos I (Charles/Carlo) [1580-1637] Duque de Nevers 1595 Duque de M.& M. 1627        | Carlos I (Charles/Carlo) [1580-1637] Duque de Nevers 1595 Duque de M.& M. 1627        | Carlos I (Charles/Carlo) [1580-1637] Duque de Nevers 1595 Duque de M.& M. 1627        | Carlos I (Charles/Carlo) [1580-1637] Duque de Nevers 1595 Duque de M.& M. 1627        | Carlos I (Charles/Carlo) [1580-1637] Duque de Nevers 1595 Duque de M.& M. 1627        |  |  | Ferrante II (Ferrante/Ferdinando) [1563-1630] 1º Duque de Guastalla 1621                 | Ferrante II (Ferrante/Ferdinando) [1563-1630] 1º Duque de Guastalla 1621                 | Ferrante II (Ferrante/Ferdinando) [1563-1630] 1º Duque de Guastalla 1621                 | Ferrante II (Ferrante/Ferdinando) [1563-1630] 1º Duque de Guastalla 1621                 | Ferrante II (Ferrante/Ferdinando) [1563-1630] 1º Duque de Guastalla 1621                 | Ferrante II (Ferrante/Ferdinando) [1563-1630] 1º Duque de Guastalla 1621                 |  |  |                                                                 |                                                                 |                                                                 |                                                                 |                                                                 |                                                                 |  |  |  |  |  |  |  |  |  |  |  |  |  |  |  |  |  |  |  |  |  |  |  |  |  |  |  |  |  |  |  |  |
| Francisco IV (Francesco) [1586-1612] Duque de M.& M. 1612                             | Francisco IV (Francesco) [1586-1612] Duque de M.& M. 1612                             | Francisco IV (Francesco) [1586-1612] Duque de M.& M. 1612                             | Francisco IV (Francesco) [1586-1612] Duque de M.& M. 1612                             | Francisco IV (Francesco) [1586-1612] Duque de M.& M. 1612                             | Francisco IV (Francesco) [1586-1612] Duque de M.& M. 1612                             |  |  | Fernando I (Ferdinando) [1587-1626} Duque de M.& M. 1612                                                | Fernando I (Ferdinando) [1587-1626} Duque de M.& M. 1612                                                | Fernando I (Ferdinando) [1587-1626} Duque de M.& M. 1612                                                | Fernando I (Ferdinando) [1587-1626} Duque de M.& M. 1612                                                | Fernando I (Ferdinando) [1587-1626} Duque de M.& M. 1612                                                | Fernando I (Ferdinando) [1587-1626} Duque de M.& M. 1612                                                |  |  | Vicente II (Vincenzo) [1594-1627] Duque de M.& M. 1626                              | Vicente II (Vincenzo) [1594-1627] Duque de M.& M. 1626                              | Vicente II (Vincenzo) [1594-1627] Duque de M.& M. 1626                              | Vicente II (Vincenzo) [1594-1627] Duque de M.& M. 1626                              | Vicente II (Vincenzo) [1594-1627] Duque de M.& M. 1626                              | Vicente II (Vincenzo) [1594-1627] Duque de M.& M. 1626                              |  |  | Carlos I (Charles/Carlo) [1580-1637] Duque de Nevers 1595 Duque de M.& M. 1627        | Carlos I (Charles/Carlo) [1580-1637] Duque de Nevers 1595 Duque de M.& M. 1627        | Carlos I (Charles/Carlo) [1580-1637] Duque de Nevers 1595 Duque de M.& M. 1627        | Carlos I (Charles/Carlo) [1580-1637] Duque de Nevers 1595 Duque de M.& M. 1627        | Carlos I (Charles/Carlo) [1580-1637] Duque de Nevers 1595 Duque de M.& M. 1627        | Carlos I (Charles/Carlo) [1580-1637] Duque de Nevers 1595 Duque de M.& M. 1627        |  |  | Ferrante II (Ferrante/Ferdinando) [1563-1630] 1º Duque de Guastalla 1621                 | Ferrante II (Ferrante/Ferdinando) [1563-1630] 1º Duque de Guastalla 1621                 | Ferrante II (Ferrante/Ferdinando) [1563-1630] 1º Duque de Guastalla 1621                 | Ferrante II (Ferrante/Ferdinando) [1563-1630] 1º Duque de Guastalla 1621                 | Ferrante II (Ferrante/Ferdinando) [1563-1630] 1º Duque de Guastalla 1621                 | Ferrante II (Ferrante/Ferdinando) [1563-1630] 1º Duque de Guastalla 1621                 |  |  |                                                                 |                                                                 |                                                                 |                                                                 |                                                                 |                                                                 |  |  |  |  |  |  |  |  |  |  |  |  |  |  |  |  |  |  |  |  |  |  |  |  |  |  |  |  |  |  |  |  |
|                                                                                       |                                                                                       |                                                                                       |                                                                                       |                                                                                       |                                                                                       |  |  | | | | | | |  |  |                                                                                     |                                                                                     |                                                                                     |                                                                                     |                                                                                     |                                                                                     |  |  |                                                                                       |                                                                                       |                                                                                       |                                                                                       |                                                                                       |                                                                                       |  |  |                                                                                          |                                                                                          |                                                                                          |                                                                                          |                                                                                          |                                                                                          |  |  |                                                                 |                                                                 |                                                                 |                                                                 |                                                                 |                                                                 |  |  |  |  |  |  |  |  |  |  |  |  |  |  |  |  |  |  |  |  |  |  |  |  |  |  |  |  |  |  |  |  |
| Maria (Maria) [1609-1660] Duquesa de Monferrato                                       | Maria (Maria) [1609-1660] Duquesa de Monferrato                                       | Maria (Maria) [1609-1660] Duquesa de Monferrato                                       | Maria (Maria) [1609-1660] Duquesa de Monferrato                                       | Maria (Maria) [1609-1660] Duquesa de Monferrato                                       | Maria (Maria) [1609-1660] Duquesa de Monferrato                                       |  |  | | | | | | |  |  |                                                                                     |                                                                                     |                                                                                     |                                                                                     |                                                                                     |                                                                                     |  |  | Carlos de Nevers (Charles/Carlo) [1637-1665]                                          | Carlos de Nevers (Charles/Carlo) [1637-1665]                                          | Carlos de Nevers (Charles/Carlo) [1637-1665]                                          | Carlos de Nevers (Charles/Carlo) [1637-1665]                                          | Carlos de Nevers (Charles/Carlo) [1637-1665]                                          | Carlos de Nevers (Charles/Carlo) [1637-1665]                                          |  |  | César II (Cesare) [1592-1632] Duque de Guastalla 1630                                    | César II (Cesare) [1592-1632] Duque de Guastalla 1630                                    | César II (Cesare) [1592-1632] Duque de Guastalla 1630                                    | César II (Cesare) [1592-1632] Duque de Guastalla 1630                                    | César II (Cesare) [1592-1632] Duque de Guastalla 1630                                    | César II (Cesare) [1592-1632] Duque de Guastalla 1630                                    |  |  | André (Andrea) […-1686] Conde de San Paolo                      | André (Andrea) […-1686] Conde de San Paolo                      | André (Andrea) […-1686] Conde de San Paolo                      | André (Andrea) […-1686] Conde de San Paolo                      | André (Andrea) […-1686] Conde de San Paolo                      | André (Andrea) […-1686] Conde de San Paolo                      |  |  |  |  |  |  |  |  |  |  |  |  |  |  |  |  |  |  |  |  |  |  |  |  |  |  |  |  |  |  |  |  |
| Maria (Maria) [1609-1660] Duquesa de Monferrato                                       | Maria (Maria) [1609-1660] Duquesa de Monferrato                                       | Maria (Maria) [1609-1660] Duquesa de Monferrato                                       | Maria (Maria) [1609-1660] Duquesa de Monferrato                                       | Maria (Maria) [1609-1660] Duquesa de Monferrato                                       | Maria (Maria) [1609-1660] Duquesa de Monferrato                                       |  |  | | | | | | |  |  |                                                                                     |                                                                                     |                                                                                     |                                                                                     |                                                                                     |                                                                                     |  |  | Carlos de Nevers (Charles/Carlo) [1637-1665]                                          | Carlos de Nevers (Charles/Carlo) [1637-1665]                                          | Carlos de Nevers (Charles/Carlo) [1637-1665]                                          | Carlos de Nevers (Charles/Carlo) [1637-1665]                                          | Carlos de Nevers (Charles/Carlo) [1637-1665]                                          | Carlos de Nevers (Charles/Carlo) [1637-1665]                                          |  |  | César II (Cesare) [1592-1632] Duque de Guastalla 1630                                    | César II (Cesare) [1592-1632] Duque de Guastalla 1630                                    | César II (Cesare) [1592-1632] Duque de Guastalla 1630                                    | César II (Cesare) [1592-1632] Duque de Guastalla 1630                                    | César II (Cesare) [1592-1632] Duque de Guastalla 1630                                    | César II (Cesare) [1592-1632] Duque de Guastalla 1630                                    |  |  | André (Andrea) […-1686] Conde de San Paolo                      | André (Andrea) […-1686] Conde de San Paolo                      | André (Andrea) […-1686] Conde de San Paolo                      | André (Andrea) […-1686] Conde de San Paolo                      | André (Andrea) […-1686] Conde de San Paolo                      | André (Andrea) […-1686] Conde de San Paolo                      |  |  |  |  |  |  |  |  |  |  |  |  |  |  |  |  |  |  |  |  |  |  |  |  |  |  |  |  |  |  |  |  |
|                                                                                       |                                                                                       |                                                                                       |                                                                                       |                                                                                       |                                                                                       |  |  | | | | | | |  |  |                                                                                     |                                                                                     |                                                                                     |                                                                                     |                                                                                     |                                                                                     |  |  |                                                                                       |                                                                                       |                                                                                       |                                                                                       |                                                                                       |                                                                                       |  |  |                                                                                          |                                                                                          |                                                                                          |                                                                                          |                                                                                          |                                                                                          |  |  |                                                                 |                                                                 |                                                                 |                                                                 |                                                                 |                                                                 |  |  |  |  |  |  |  |  |  |  |  |  |  |  |  |  |  |  |  |  |  |  |  |  |  |  |  |  |  |  |  |  |
|                                                                                       |                                                                                       |                                                                                       |                                                                                       |                                                                                       |                                                                                       |  |  | | | | | | |  |  | Carlos II (Carlo) [1629-1665] Duque de M.& M. 1637 Duque de Nevers 1637             | Carlos II (Carlo) [1629-1665] Duque de M.& M. 1637 Duque de Nevers 1637             | Carlos II (Carlo) [1629-1665] Duque de M.& M. 1637 Duque de Nevers 1637             | Carlos II (Carlo) [1629-1665] Duque de M.& M. 1637 Duque de Nevers 1637             | Carlos II (Carlo) [1629-1665] Duque de M.& M. 1637 Duque de Nevers 1637             | Carlos II (Carlo) [1629-1665] Duque de M.& M. 1637 Duque de Nevers 1637             |  |  |                                                                                       |                                                                                       |                                                                                       |                                                                                       |                                                                                       |                                                                                       |  |  | Ferrante III (Ferrante/Ferdinando) [1618-1678] Duque de Guastalla 1632                   | Ferrante III (Ferrante/Ferdinando) [1618-1678] Duque de Guastalla 1632                   | Ferrante III (Ferrante/Ferdinando) [1618-1678] Duque de Guastalla 1632                   | Ferrante III (Ferrante/Ferdinando) [1618-1678] Duque de Guastalla 1632                   | Ferrante III (Ferrante/Ferdinando) [1618-1678] Duque de Guastalla 1632                   | Ferrante III (Ferrante/Ferdinando) [1618-1678] Duque de Guastalla 1632                   |  |  |                                                                 |                                                                 |                                                                 |                                                                 |                                                                 |                                                                 |  |  |  |  |  |  |  |  |  |  |  |  |  |  |  |  |  |  |  |  |  |  |  |  |  |  |  |  |  |  |  |  |
|                                                                                       |                                                                                       |                                                                                       |                                                                                       |                                                                                       |                                                                                       |  |  | | | | | | |  |  | Carlos II (Carlo) [1629-1665] Duque de M.& M. 1637 Duque de Nevers 1637             | Carlos II (Carlo) [1629-1665] Duque de M.& M. 1637 Duque de Nevers 1637             | Carlos II (Carlo) [1629-1665] Duque de M.& M. 1637 Duque de Nevers 1637             | Carlos II (Carlo) [1629-1665] Duque de M.& M. 1637 Duque de Nevers 1637             | Carlos II (Carlo) [1629-1665] Duque de M.& M. 1637 Duque de Nevers 1637             | Carlos II (Carlo) [1629-1665] Duque de M.& M. 1637 Duque de Nevers 1637             |  |  |                                                                                       |                                                                                       |                                                                                       |                                                                                       |                                                                                       |                                                                                       |  |  | Ferrante III (Ferrante/Ferdinando) [1618-1678] Duque de Guastalla 1632                   | Ferrante III (Ferrante/Ferdinando) [1618-1678] Duque de Guastalla 1632                   | Ferrante III (Ferrante/Ferdinando) [1618-1678] Duque de Guastalla 1632                   | Ferrante III (Ferrante/Ferdinando) [1618-1678] Duque de Guastalla 1632                   | Ferrante III (Ferrante/Ferdinando) [1618-1678] Duque de Guastalla 1632                   | Ferrante III (Ferrante/Ferdinando) [1618-1678] Duque de Guastalla 1632                   |  |  |                                                                 |                                                                 |                                                                 |                                                                 |                                                                 |                                                                 |  |  |  |  |  |  |  |  |  |  |  |  |  |  |  |  |  |  |  |  |  |  |  |  |  |  |  |  |  |  |  |  |
|                                                                                       |                                                                                       |                                                                                       |                                                                                       |                                                                                       |                                                                                       |  |  | | | | | | |  |  |                                                                                     |                                                                                     |                                                                                     |                                                                                     |                                                                                     |                                                                                     |  |  |                                                                                       |                                                                                       |                                                                                       |                                                                                       |                                                                                       |                                                                                       |  |  |                                                                                          |                                                                                          |                                                                                          |                                                                                          |                                                                                          |                                                                                          |  |  |                                                                 |                                                                 |                                                                 |                                                                 |                                                                 |                                                                 |  |  |  |  |  |  |  |  |  |  |  |  |  |  |  |  |  |  |  |  |  |  |  |  |  |  |  |  |  |  |  |  |
|                                                                                       |                                                                                       |                                                                                       |                                                                                       |                                                                                       |                                                                                       |  |  | | | | | | |  |  | Fernando Carlos (ou Carlos III) (Ferdinando Carlo) [1652-1708] Duque de M.& M. 1665 | Fernando Carlos (ou Carlos III) (Ferdinando Carlo) [1652-1708] Duque de M.& M. 1665 | Fernando Carlos (ou Carlos III) (Ferdinando Carlo) [1652-1708] Duque de M.& M. 1665 | Fernando Carlos (ou Carlos III) (Ferdinando Carlo) [1652-1708] Duque de M.& M. 1665 | Fernando Carlos (ou Carlos III) (Ferdinando Carlo) [1652-1708] Duque de M.& M. 1665 | Fernando Carlos (ou Carlos III) (Ferdinando Carlo) [1652-1708] Duque de M.& M. 1665 |  |  | Ana Isabel (Anna Isabella) [1655-1703]                                                | Ana Isabel (Anna Isabella) [1655-1703]                                                | Ana Isabel (Anna Isabella) [1655-1703]                                                | Ana Isabel (Anna Isabella) [1655-1703]                                                | Ana Isabel (Anna Isabella) [1655-1703]                                                | Ana Isabel (Anna Isabella) [1655-1703]                                                |  |  | Maria Vitória (Maria Vittoria) [1659-1707]                                               | Maria Vitória (Maria Vittoria) [1659-1707]                                               | Maria Vitória (Maria Vittoria) [1659-1707]                                               | Maria Vitória (Maria Vittoria) [1659-1707]                                               | Maria Vitória (Maria Vittoria) [1659-1707]                                               | Maria Vitória (Maria Vittoria) [1659-1707]                                               |  |  | Vicente (Vincenzo) [1634-1714] Duque de Guastalla 1692          | Vicente (Vincenzo) [1634-1714] Duque de Guastalla 1692          | Vicente (Vincenzo) [1634-1714] Duque de Guastalla 1692          | Vicente (Vincenzo) [1634-1714] Duque de Guastalla 1692          | Vicente (Vincenzo) [1634-1714] Duque de Guastalla 1692          | Vicente (Vincenzo) [1634-1714] Duque de Guastalla 1692          |  |  |  |  |  |  |  |  |  |  |  |  |  |  |  |  |  |  |  |  |  |  |  |  |  |  |  |  |  |  |  |  |
|                                                                                       |                                                                                       |                                                                                       |                                                                                       |                                                                                       |                                                                                       |  |  | | | | | | |  |  | Fernando Carlos (ou Carlos III) (Ferdinando Carlo) [1652-1708] Duque de M.& M. 1665 | Fernando Carlos (ou Carlos III) (Ferdinando Carlo) [1652-1708] Duque de M.& M. 1665 | Fernando Carlos (ou Carlos III) (Ferdinando Carlo) [1652-1708] Duque de M.& M. 1665 | Fernando Carlos (ou Carlos III) (Ferdinando Carlo) [1652-1708] Duque de M.& M. 1665 | Fernando Carlos (ou Carlos III) (Ferdinando Carlo) [1652-1708] Duque de M.& M. 1665 | Fernando Carlos (ou Carlos III) (Ferdinando Carlo) [1652-1708] Duque de M.& M. 1665 |  |  | Ana Isabel (Anna Isabella) [1655-1703]                                                | Ana Isabel (Anna Isabella) [1655-1703]                                                | Ana Isabel (Anna Isabella) [1655-1703]                                                | Ana Isabel (Anna Isabella) [1655-1703]                                                | Ana Isabel (Anna Isabella) [1655-1703]                                                | Ana Isabel (Anna Isabella) [1655-1703]                                                |  |  | Maria Vitória (Maria Vittoria) [1659-1707]                                               | Maria Vitória (Maria Vittoria) [1659-1707]                                               | Maria Vitória (Maria Vittoria) [1659-1707]                                               | Maria Vitória (Maria Vittoria) [1659-1707]                                               | Maria Vitória (Maria Vittoria) [1659-1707]                                               | Maria Vitória (Maria Vittoria) [1659-1707]                                               |  |  | Vicente (Vincenzo) [1634-1714] Duque de Guastalla 1692          | Vicente (Vincenzo) [1634-1714] Duque de Guastalla 1692          | Vicente (Vincenzo) [1634-1714] Duque de Guastalla 1692          | Vicente (Vincenzo) [1634-1714] Duque de Guastalla 1692          | Vicente (Vincenzo) [1634-1714] Duque de Guastalla 1692          | Vicente (Vincenzo) [1634-1714] Duque de Guastalla 1692          |  |  |  |  |  |  |  |  |  |  |  |  |  |  |  |  |  |  |  |  |  |  |  |  |  |  |  |  |  |  |  |  |
|                                                                                       |                                                                                       |                                                                                       |                                                                                       |                                                                                       |                                                                                       |  |  | | | | | | |  |  |                                                                                     |                                                                                     |                                                                                     |                                                                                     |                                                                                     |                                                                                     |  |  |                                                                                       |                                                                                       |                                                                                       |                                                                                       |                                                                                       |                                                                                       |  |  |                                                                                          |                                                                                          |                                                                                          |                                                                                          |                                                                                          |                                                                                          |  |  |                                                                 |                                                                 |                                                                 |                                                                 |                                                                 |                                                                 |  |  |  |  |  |  |  |  |  |  |  |  |  |  |  |  |  |  |  |  |  |  |  |  |  |  |  |  |  |  |  |  |
|                                                                                       |                                                                                       |                                                                                       |                                                                                       |                                                                                       |                                                                                       |  |  | | | | | | |  |  |                                                                                     |                                                                                     |                                                                                     |                                                                                     |                                                                                     |                                                                                     |  |  |                                                                                       |                                                                                       |                                                                                       |                                                                                       |                                                                                       |                                                                                       |  |  |                                                                                          |                                                                                          |                                                                                          |                                                                                          |                                                                                          |                                                                                          |  |  |                                                                 |                                                                 |                                                                 |                                                                 |                                                                 |                                                                 |  |  |  |  |  |  |  |  |  |  |  |  |  |  |  |  |  |  |  |  |  |  |  |  |  |  |  |  |  |  |  |  |
|                                                                                       |                                                                                       |                                                                                       |                                                                                       |                                                                                       |                                                                                       |  |  | | | | | | |  |  |                                                                                     |                                                                                     |                                                                                     |                                                                                     |                                                                                     |                                                                                     |  |  | Leonor Luísa (Eleonora Luisa) [1686-1741] c.c. Francisco Maria de Médici, sem geração | Leonor Luísa (Eleonora Luisa) [1686-1741] c.c. Francisco Maria de Médici, sem geração | Leonor Luísa (Eleonora Luisa) [1686-1741] c.c. Francisco Maria de Médici, sem geração | Leonor Luísa (Eleonora Luisa) [1686-1741] c.c. Francisco Maria de Médici, sem geração | Leonor Luísa (Eleonora Luisa) [1686-1741] c.c. Francisco Maria de Médici, sem geração | Leonor Luísa (Eleonora Luisa) [1686-1741] c.c. Francisco Maria de Médici, sem geração |  |  | António (Antonio) [1687-1729] Duque de Guastalla 1714 sem geração                        | António (Antonio) [1687-1729] Duque de Guastalla 1714 sem geração                        | António (Antonio) [1687-1729] Duque de Guastalla 1714 sem geração                        | António (Antonio) [1687-1729] Duque de Guastalla 1714 sem geração                        | António (Antonio) [1687-1729] Duque de Guastalla 1714 sem geração                        | António (Antonio) [1687-1729] Duque de Guastalla 1714 sem geração                        |  |  | José (Giuseppe) [1690-1746] Duque de Guastalla 1729 sem geração | José (Giuseppe) [1690-1746] Duque de Guastalla 1729 sem geração | José (Giuseppe) [1690-1746] Duque de Guastalla 1729 sem geração | José (Giuseppe) [1690-1746] Duque de Guastalla 1729 sem geração | José (Giuseppe) [1690-1746] Duque de Guastalla 1729 sem geração | José (Giuseppe) [1690-1746] Duque de Guastalla 1729 sem geração |  |  |  |  |  |  |  |  |  |  |  |  |  |  |  |  |  |  |  |  |  |  |  |  |  |  |  |  |  |  |  |  |

Legenda:
- c.c. = casou com